# حمام سیوجان
حمام سیوجان مربوط به اواخر دوره صفوی - دوره قاجار است و در شهرستان خوسف، روستای سیوجان واقع شده و این اثر در تاریخ ۱۲ تیر ۱۳۸۴ با شمارهٔ ثبت ۱۲۰۸۷ به‌عنوان یکی از آثار ملی ایران به ثبت رسیده است.